# Distribució hipoexponencial
En teoria de la probabilitat, la distribució hipoexponencial o la distribució d'Erlang generalitzada és una distribució contínua, que ha trobat ús en els mateixos camps que la distribució d'Erlang, com ara la teoria de les cues, l'enginyeria de teletrànsit i, en general, en els processos estocàstics. S'anomena distribució hipoexponencial ja que té un coeficient de variació inferior a un, en comparació amb la distribució hiperexponencial que té un coeficient de variació superior a un i la distribució exponencial que té un coeficient de variació unitari.

## Visió general
La distribució d'Erlang és una sèrie de k distribucions exponencials totes amb velocitat {\displaystyle \lambda }. L'hipoexponencial és una sèrie de k distribucions exponencials cadascuna amb la seva pròpia taxa {\displaystyle \lambda _{i}}, la taxa de la {\displaystyle i^{th}} distribució exponencial. Si tenim k variables aleatòries exponencials distribuïdes independentment Xi, llavors la variable aleatòria,
{\displaystyle {\boldsymbol {X}}=\sum _{i=1}^{k}{\boldsymbol {X}}_{i}}
es distribueix hipoexponencialment. La hipoexponencial té un coeficient de variació mínim de 1/k.

## Caracterització
Una variable aleatòria {\displaystyle {\boldsymbol {X}}\sim Hypo(\lambda _{1},\dots ,\lambda _{k})} té una funció de distribució acumulada donada per,
{\displaystyle F(x)=1-{\boldsymbol {\alpha }}e^{x\Theta }{\boldsymbol {1}}}
i funció de densitat,
{\displaystyle f(x)=-{\boldsymbol {\alpha }}e^{x\Theta }\Theta {\boldsymbol {1}}\;,}
on {\displaystyle {\boldsymbol {1}}} és un vector columna d'uns de la mida k i {\displaystyle e^{A}} és l'exponencial de la matriu de A. Quan per a tot {\displaystyle \lambda _{i}\neq \lambda _{j}}, la funció de densitat es pot escriure com
on {\displaystyle \ell _{1}(x),\dots ,\ell _{k}(x)} són els polinomis de base de Lagrange associats als punts λ1.....λk.